# Гребницкий, Николай Александрович
Николай Александрович Гребницкий (1848—1908) — русский зоолог и этнограф, управляющий Командорскими островами.

## Биография
Родился 26 ноября (8 декабря) 1848 года в Новгородской губернии, в имении графа Суворова — селе Кончанском Боровичского уезда Новгородской губернии. Его родителями были записаны крепостные графа, но, по семейной легенде, он был внебрачным сыном Александра Аркадьевича Суворова, внука знаменитого полководца.
В 1867 году окончил с серебряной медалью Ларинскую гимназию и поступил на физико-математический факультет Санкт-Петербургского университета, где был активным членом Общества естествоиспытателей природы; занимался морфологией животных. Но, из-за участия в студенческих волнениях, в начале 1869 года он был отчислен и выслан в Новгород. Только в сентябре 1870 года ему было разрешено продолжить обучение и в декабре 1873 года он окончил со степенью кандидата Новороссийский университет в Одессе, где опубликовал первые научные труды по гидрологии и географии.
В 1870 году, ещё в Новгороде, женился на Екатерине Писаревой — сестре Дмитрия Ивановича Писарева. После её самоубийства — 31 мая 1875 года, в Женеве — он уехал в Сибирь, где сначала преподавал математику в Иркутской гимназии, а затем поступил на службу в Штаб Главного управления Восточной Сибири. Вступил в Русское географическое общество; участвовал в экспедиции в Южно-Уссурийский край. В Иркутске 8 мая 1883 года женился во второй раз; вторая жена Гребницкого, Елизавета Николаевна (урождённая Гирс; 1865—1928), была пожизненным членом Общества изучения Амурского края.
В 1877 году, он был направлен управляющим на Командорские острова, где прожил с семьёй 30 лет. Им была построена первая метеостанция, где позже он сам проводил метеонаблюдения, было налажено регулярное пароходное сообщение с Камчаткой. В 1889 году под его руководством было построено здание окружного управления, в которым сейчас размещается Алеутский краеведческий музей.
Занимался также этнографическими исследованиями, изучал язык и быт местных народов. Увлекался фотографией и в 1902 году в Санкт-Петербурге была организована фотовыставка работ Гребницкого о Командорских островах.
Во втором браке родилось семь детей; кроме них была воспитана и внебрачная дочь Гребницкого.
В 1899 году (постановление Сената от 16 декабря 1899 года) он получил потомственное дворянство. Выйдя, 26 мая 1907 года по состоянию здоровья в отставку, он поселился в Новгородской губернии, где ещё в 1894 году было куплено небольшое имение (рядом с закрытой в XX веке деревни Кузнецово, южнее ещё существующей деревни Памозово), где с 1896 года жила его жена с детьми, и где 8 (21) марта 1908 года Н. А. Гребницкий и умер. Был похоронен на кладбище при Троицкой Язвищской церкви.

## Награды
Был награждён орденами: Св. Владимира 4-й степени (15.05.1883), Св. Станислава 2-й степени (19.01.1891), Св. Анны 2-й степени (01.01.1898).
В 1893 году «в воздаяние заслуг по обогащению научно составленными коллекциями ея (Императорской академии наук) музеев» был награждён медалью Бэра; в 1896 году был избран член-корреспондентом Зоологического музея Академии наук, а 18 июля 1901 года утверждён корреспондентом Николаевской главной физической обсерватории.